# Jordi Maluquer de Motes i Bernet
Jordi Maluquer de Motes i Bernet   (Barcelona, 1946) és un historiador català, fill de l'arqueòleg Joan Maluquer de Motes i Nicolau i de Maria Bernet Ribera.

## Biografia
Catedràtic d'Història i Institucions Econòmiques de la Universitat Autònoma de Barcelona, on va ser vicerector d'investigació. Es dedica preferentment a la recerca de temes d'història econòmica i social relatius a Catalunya i a les Antilles. Premi Joan Sardà Dexeus d'economia, ha estat assessor de diverses administracions en temes econòmics i ha col·laborat amb Ernest Lluch, Borja de Riquer, Josep Maria Vallès o Pedro Solbes.
És autor de nombrosos estudis, llibres, articles d'opinió i articles en revistes científiques i col·laboracions en obres col·lectives. han tingut més ressò: El socialismo en España 1833-1868 (1977), Catalunya, la fàbrica d'Espanya (1985) i Industrialización y nacionalismo: análisis comparativos (1985). Des del 1992 és director, juntament amb Jordi Nadal i Antoni Macías, de la col·lecció Cruzar el charco, sobre temes de migració entre Espanya i Amèrica Llatina. També és autor del volum Nación e inmigración: los españoles en Cuba (ss. XIX-XX) (1992). Igualment ha estat codirector de l'obra Història Econòmica de la Catalunya Contemporània (6 volums, 1988-94), de la qual ha escrit la part que tracta de la industrialització i la modernització de Catalunya al segle xix. Ha treballat sobre temes relacionats amb la conjuntura de la crisi colonial espanyola del 1898, sobre el respecte ha publicat España en la crisis de 1898: de la gran depresión a la modernización económica del siglo XX (1999) i, amb Pedro Tedde, Economía y colonias en la España del 98 (1999). A un altre nivell, també ha dirigit Tècnics i tecnologia en el desenvolupament de la Catalunya contemporània (2000). Amb altres vint col·legues, és autor i codirector de la Història econòmica regional d'Espanya. Segles XIX i XX (2001).
Amb Borja de Riquer va dirigir els dos darrers volums de la Història de Catalunya quan Pierre Vilar la va deixar en el volum vuitè. Tots dos són els autors del desè volum, mentre que el novè va ser escrit només per Borja de Riquer, que ja havia col·laborat en el setè.
Des de juny de 2016 és membre de la Reial Acadèmia de Bones Lletres de Barcelona.